# Oyrnafjall
Oyrnafjall è un rilievo alto 443 metri sul mare situata sull'isola di Suðuroy, situata nell'arcipelago delle Isole Fær Øer, in Danimarca.